# Gibson Byrdland
Die Gibson Byrdland ist ein E-Gitarrenmodell mit Resonanzkörper (Hohlkorpus, englisch Hollowbody) und mit elektromagnetischen Tonabnehmern, das vom US-amerikanischen Instrumentenbau-Unternehmen Gibson Guitar Corporation seit 1955 hergestellt wird. Seine Besonderheit bei Markteinführung bestand in den damals neuartigen Zargen in flacher Bauart. Daraus ergab sich für eine Gitarre mit Hohlkorpus erstmals eine Korpustiefe von nur fünf Zentimetern; rund vier Zentimeter weniger als bei den bis zur Einführung der Byrdland gebauten Gitarren mit Hohlkorpus. Diese Eigenschaft machte die Byrdland zu einem der ersten Halbresonanzgitarren-Modelle.

## Geschichte und Bedeutung
Mit der Einführung von Gitarren, die ihren Klang nicht nur durch die Resonanzfülle des Korpus, sondern auch mittels elektromagnetischer Tonabnehmer und elektrischer Gitarrenverstärker erzeugen konnten – wie zum Beispiel die Modelle Gibson ES-150 (seit 1936) und Gibson ES-175 (seit 1949) – war die Bedeutung der akustischen Baueigenschaften von Gitarren im Klanggefüge von Musikgruppen und Orchestern zurückgegangen.
Während in den 1920er- und 1930er-Jahren noch von verschiedenen Herstellern versucht worden war, die Lautstärke von akustischen Gitarren durch einen möglichst voluminösen Instrumentenkorpus zu steigern, verlor diese Konstruktionseigenschaft durch die Einführung und den zunehmenden Erfolg von elektrischer Gitarrenverstärkung an Bedeutung. Im Gegenzug stieg der Wunsch von Gitarristen nach bequemer zu handhabenden und ergonomischer zu spielenden Instrumenten.
Die Gibson Byrdland sollte mit ihrer Konstruktionsweise jene Gitarristen überzeugen, die sich größeren Spielkomfort von ihrem Instrument wünschten, vor dem höheren Gewicht einer Gitarre in massiver Korpusbauweise (wie die 1950 eingeführte Fender Telecaster und die 1952 erstmals erschienene Gibson Les Paul) jedoch zurückschreckten.
Die von dem zuvor von Gibson verwendeten Namensschema „ES-Modellnummer“ abweichende Modellbezeichnung geht auf die beiden Country-Musiker Billy Byrd und Hank Garland zurück, von denen heute vermutet wird, dass sie auch Einfluss auf die Gestaltung des Instrumentes hatten.
Gleichzeitig mit dem Modell Byrdland brachte die Firma Gibson zwei weitere Modelle mit flachem Korpus auf den Markt, die ES-225T und die ES-350T. Alle drei Modelle, die sich im Erscheinungsbild (jedoch nicht in den verwendeten Hölzern) sehr ähneln, können als wegweisend für das 1958 eingeführte E-Gitarrenmodell Gibson ES-335 gelten; dasjenige Modell, das bei flachen Zargen erstmals über einen in den Korpus eingesetzten massiven Holzblock verfügte – bei ansonsten beibehaltener Konstruktionsweise einer akustischen Archtop-Gitarre (gewölbte Korpusdecke und -boden, separat angefertigte und zusammengefügte Decke, Boden und Zargen des Korpus).

## Konstruktionsweise
In der Konstruktionsweise ähnelt die Byrdland dem bereits 1923 erstmals von Gibson vorgestellten Archtop-Modell L-5; sie hat jedoch einen kürzeren Hals, der zu einer Mensur von nur 23,5 Zoll (597 mm) führt, sowie einen eigenständig gestalteten, trapezförmigen Saitenhalter (3-Loop Tailpiece). Die Korpusdecke aller Modellreihen trägt zwei Schalllöcher in typischer geschwungener f-Form.
Ein typisches Gestaltungsmerkmal, das die Byrdland neben ihrem flach ausgeführten Korpus leicht von ihren ähnlich aussehenden Schwestermodellen unterscheidbar macht, ist das mehrfach mit Einfassungen (Bindings) ausgestattete, am Korpusende geschwungen auslaufende Griffbrett. Dieses Gestaltungselement wird von Gibson ausschließlich bei hochpreisigen, aufwendig gefertigten Modellen (wie zum Beispiel auch bei der L-5 und der Super 400) verwendet. Ein weiteres sicheres Erkennungszeichen der Byrdland ist eine dekorative Einlegearbeit (Intarsie) in der Vorderseite der Kopfplatte des Instruments, die einen stilisierten Blumentopf mit Pflanze („Flowerpot Inlay“) darstellt. Von der gesamten Gestaltung her ist die Byrdland identisch mit einer L-5 CES, mit Ausnahme des schmaleren Korpus, der kürzeren Mensur und des Byrdland-spezifischen Tailpieces.

## Modellreihen
Das erste Serienmodell der Byrdland aus den 1950er-Jahren verfügt über eine Korpusdecke aus Fichtenholz und über Boden und Zargen aus Ahornholz. Das erste Modell hat zwei Tonabnehmer in Einzelspulenbauweise (Single Coil) mit „AlNiCo“-Magneten sowie einen rundgeformten Korpuseinschnitt (Cutaway) am Halsfuß. Sämtliche offenliegenden Metallbauteile des Instrumentes (Stimmmechaniken, Steg und Saitenhalter) mit Ausnahme der Tonabnehmer-Polköpfe der ersten Modellreihe sind vergoldet.
Ab 1957/1958 erhielt die Byrdland die gleichzeitig bei den Modellen Les Paul und ES-335 eingeführten doppelspuligen Tonabnehmer (Humbucker), die störende Einstreugeräusche unterdrücken sollten.
Von 1960 bis 1968 wurde die Byrdland mit spitz zulaufendem („florentinischem“) Cutaway produziert, der das Modell im äußeren Erscheinungsbild der ES-175 annäherte. Zusätzlich zu dieser Änderung wurde ab Mitte 1962 der bis dahin dreistreifige Hals (Ahorn/Mahagoni/Ahorn) durch einen fünfstreifigen (Ahorn/Mahagoni/Ahorn/Mahagoni/Ahorn, beziehungsweise später auch Walnussholz anstelle des Mahagonis) ersetzt. Ein Jahr später, 1963, wurden auch nicht mehr alle Böden der Byrdlands aus zwei Teilen massiven Ahorns hergestellt, sondern teilweise auch aus einteiligem, laminiertem Ahorn. Anschließend wurde das Modell bis in die 1990er-Jahre wieder nur mit dem ursprünglichen rund geformten Korpuseinschnitt gebaut. Gegenwärtig wird das Modell in beiden Varianten angeboten.